# Ótaro Corvo de Madeira
Ótaro (em nórdico antigo: Ottar; em latim: Ottarus), também conhecido como Ótaro Corvo de Madeira (em nórdico antigo: Óttarr vendilkráka; em sueco: Ottar Vendelkråka; em inglês: Ohthere Vendelcrow), foi um rei lendário dos Suíones do século VI, com possível existência histórica.
Está referido como Óttarr na Lista dos Ynglings do século X, como Óttarr vendilkráku na Saga dos Inglingos do historiador islandês Snorri Sturluson do século XIII, e  possivelmente como Ohthere no poema anglo-saxão Beovulfo do século X (?). O epíteto vendilkráku, literalmente corvo de Vendel, pode advir de Ottar ter sido morto em Vendel (em Vendsyssel na Dinamarca), e aí ter sido deixado como comida para os corvos, ou também ser uma alusão a Vendel (na Uppland, Suécia), cujos habitantes tinham a alcunha de "corvos" nos tempos antigos. O epíteto Vendilkráki foi igualmente atribuído ao seu pai Egil na Historia Norvegiae (século XV), onde ele é designado por Egill Vendilkráki.
Teria pertencido à Casa dos Inglingos, sendo filho do rei Egil e irmão do rei Alo. Segundo a Saga dos Inglingos, Ótaro recusou pagar o tributo prometido por seu pai ao rei dinamarquês Frode, pelo que este atacou e pilhou a Svitjod - Terra dos Suíones. Mais tarde Ótaro invadiu a Dinamarca, onde foi vencido e perdeu a vida em Vendsyssel, tendo o seu corpo sido atirado para um monte de animais mortos. Finalmente, os dinamarqueses enviaram um corvo de madeira (kråka) aos Suíones, tal era o desprezo deles pelo rei Ótaro.